# Gonçalbo Eximénez d'Arenós
Gonçalbo Eximénez d'Arenós (?-1324) va ser un cavaller del llinatge valencià dels Arenós.

## Orígens familiars
Fill de Blasco Eximénez d'Arenós i d'Alda Ferrandis Aba-Omahet, filla de Zayd Abu Zayd.

## Matrimoni i descendents
Estigué promès amb Mallada d'Alagón (1272), filla de Blasco II d'Alagón
Es casà amb Urraca Jordán de la Peña. Fills d'aquest matrimoni:
- Pero Jordán d'Arenós
- Johan Garcés Arenós de Lihori
- Sanxo Duerta d'Arenós

## Biografia
- El 7 d'abril del 1299 al testament de sa mare Alda Ferrandis, filla d'Abú Zayd, va rebre el títol d'Arenós (Puebla, Cortes?, Campos), Cirat, Montán, Arañuel i Toga.
- El 29 d'abril del 1302, a València, Estefanía Eximénez cedeix tots els seus drets heretats al testament d'Alda al seu germà Gonzalo Eximénez d'Arenós.
- El 27 de novembre del 1310 Gonzalo Eximén, senyor d'Arenós, i sa dona Urraca Jordán de Peña venen a Manuel de Entenza i Bernardo d'Espulgues el castell i alqueria de Vallat, a prop d'Aiódar.